# 澤斯塔波尼

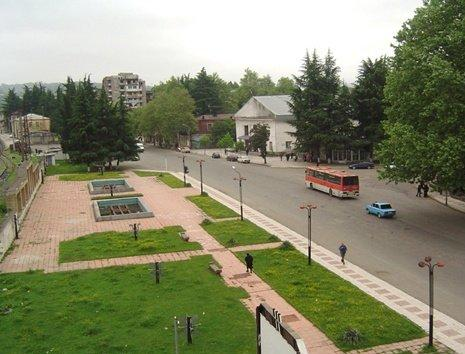
澤斯塔波尼

澤斯塔波尼是格魯吉亞西部伊梅雷蒂大区澤斯塔波尼市鎮的城鎮及其行政中心。距離首都第比利斯180公里，毗鄰奇阿圖拉，2014年人口20,814。